# 農業協同組合 (世界)

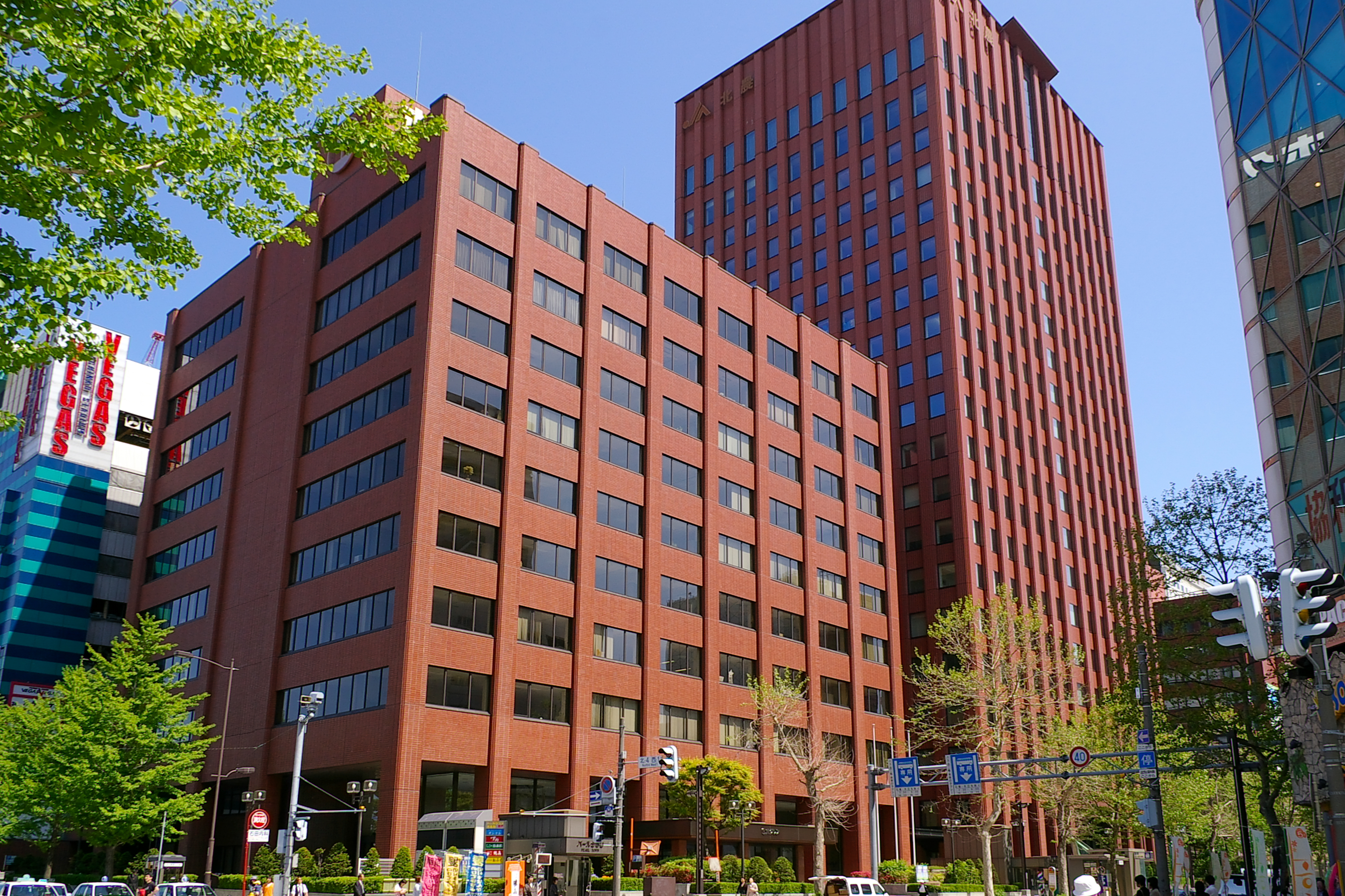
日本の農業協同組合（日本の農業協同組合ホクレン本部）

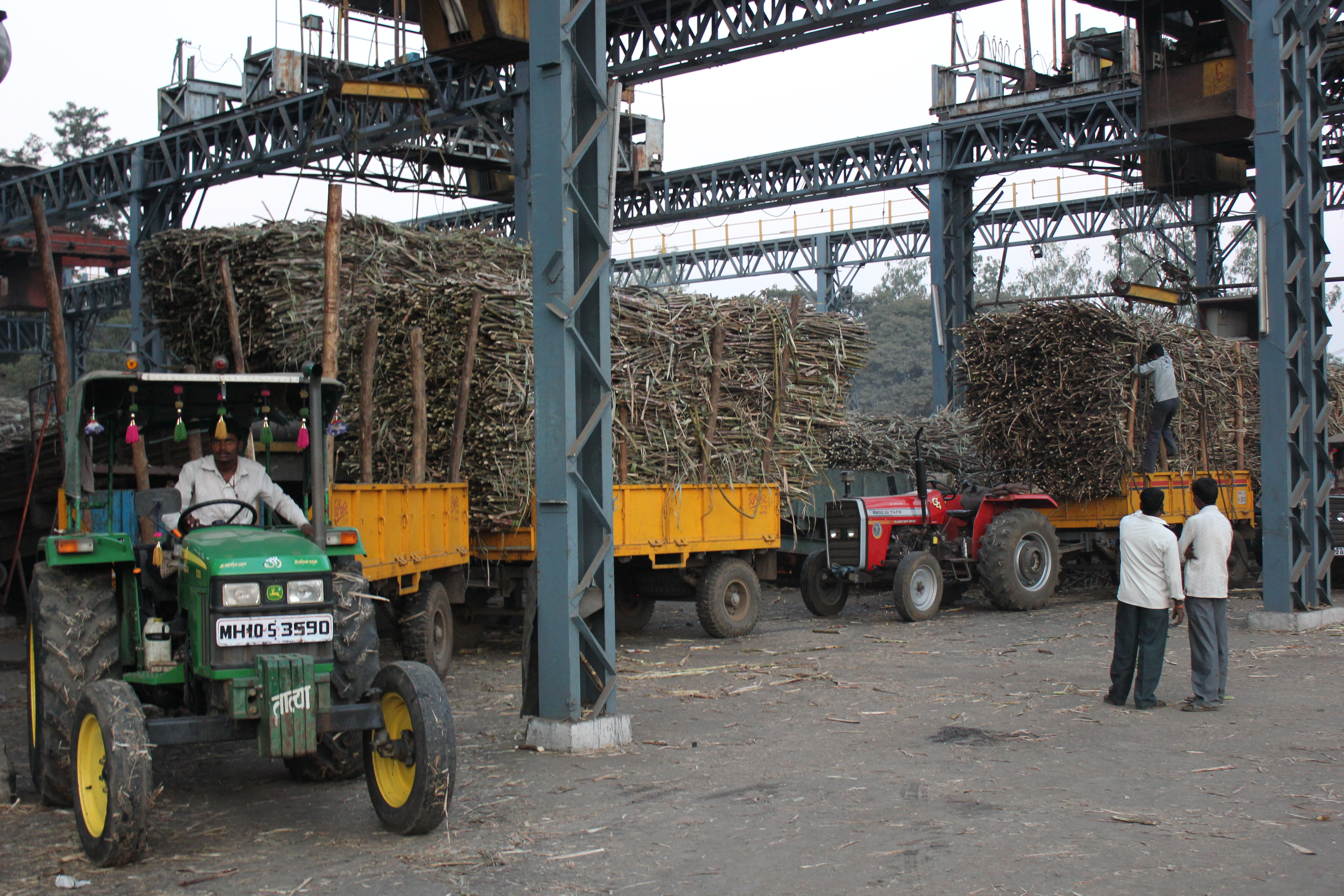
共同組合でサトウキビを計量器にかける（インド・マハーラーシュトラ州の農協で）

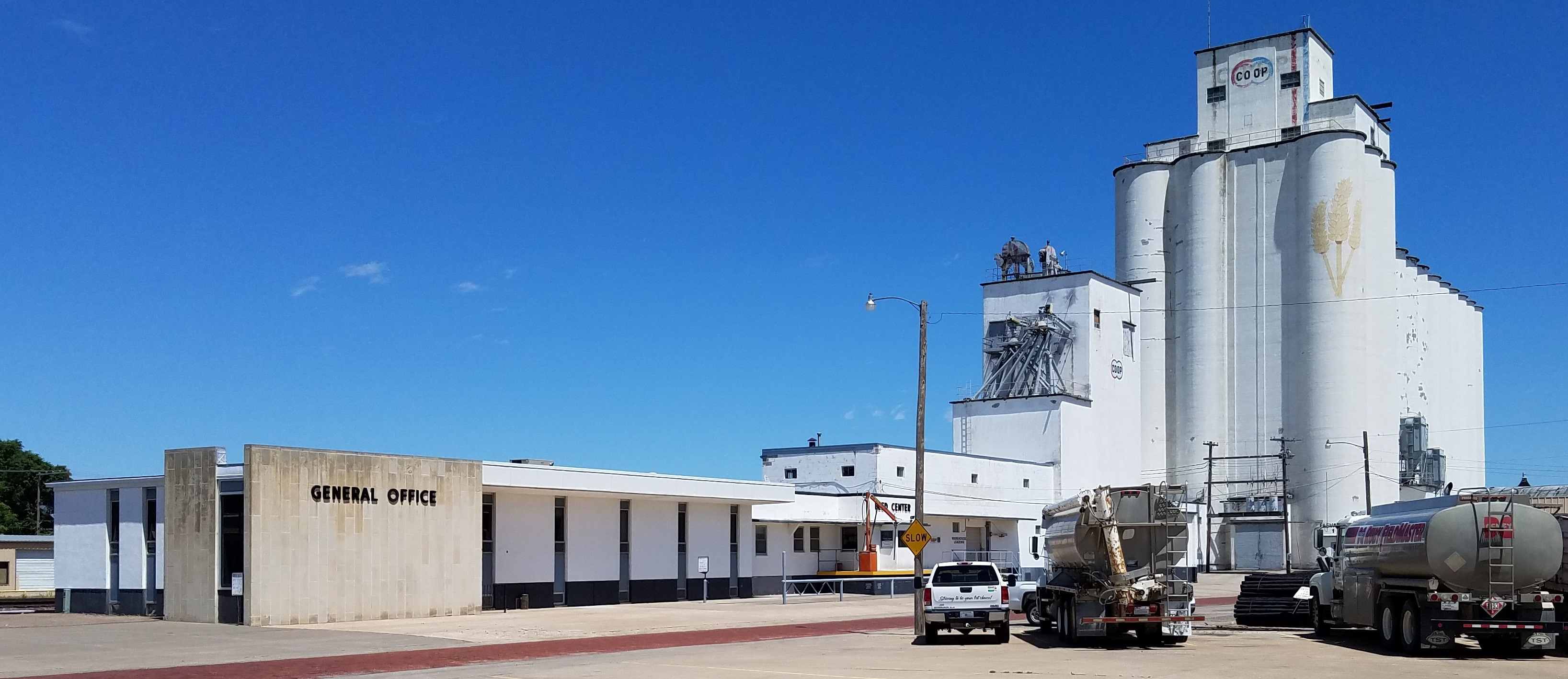
ミッドランド販売共同組合の穀物貯蔵施設（米国カンザス州ヘイズで）

農業協同組合（のうぎょうきょうどうくみあい、英語: Agricultural cooperative）または農協とは、世界の様々な国で農民組合員が特定の農業活動分野で資源をプールして利用する協同組合である。
農業協同組合を広く定義すると、個々の農業組合員にさまざまなサービスを提供する「農業サービス協同組合」と、生産資源（土地、機械）がプールされ、組合員が共同で働く「農業生産協同組合」があり、後者の例には、旧社会主義国の集団農場、イスラエルのキブツなどがある。現在、英語あるいは日本語で「農業協同組合」という場合は、通常「農業サービス協同組合」であり、これが世界で支配的な形態である。
農業サービス協同組合には、「供給協同組合」と「販売協同組合」の2つの主要なタイプがある。供給協同組合は、種子、肥料、燃料、機械サービスを含む農業生産のための資源を会員に供給する。販売協同組合は、農産物（作物と家畜の両方）の輸送、包装、流通、販売を行うために農民によって設立されている。また、農民は運転資金と投資の両方の資金源として信用協同組合を広く利用している。

## 規制
フランスでは、農協の監督・認許をする機関は2006年までは農業省、以後は農業協同組合高等評議会 (Le Haut Conseil de la Coopération Agricole; HCCA)に移った。オランダでは、協同組合一般に対して政府の監督機関はない。
ヨーロッパでは大規模な銀行が欧州中央銀行（ECB）の直接監督を受け、農協の銀行部門も該当する場合がある。オランダのラボバンク、フランスのクレディ・アグリコル、ドイツのレンテンバンクなどである。

## 参照項目
- 農業協同組合
- 農業協同組合 (韓国)
  - NH農協銀行
  - NH投資証券
- 集団農場
  - コルホーズ、ソフホーズ（ソビエト連邦）